# Heitor Marinho dos Santos
Heitor Marinho dos Santos (Araçatuba, 27 aprile 2000) è un calciatore brasiliano, difensore del Maccabi Tel Aviv.

## Carriera

### Club
Il 24 agosto 2024 viene acquistato a titolo definitivo per 150.000 euro dalla squadra ungherese del Győri ETO. Il 15 luglio 2025 viene acquistato a titolo definitivo per 850.000 euro dalla squadra israeliana del Maccabi Tel Aviv, con cui sottoscrive un contratto triennale fino al 30 giugno 2028.

## Statistiche

### Presenze e reti nei club
Statistiche aggiornate al 17 luglio 2025.
| Stagione               | Squadra                | Campionato             | Campionato | Campionato | Coppe nazionali | Coppe nazionali | Coppe nazionali | Coppe continentali | Coppe continentali | Coppe continentali | Altre coppe | Altre coppe | Altre coppe | Totale | Totale |
| Stagione               | Squadra                | Comp                   | Pres       | Reti       | Comp            | Pres            | Reti            | Comp               | Pres               | Reti               | Comp        | Pres        | Reti        | Pres   | Reti   |
| ---------------------- | ---------------------- | ---------------------- | ---------- | ---------- | --------------- | --------------- | --------------- | ------------------ | ------------------ | ------------------ | ----------- | ----------- | ----------- | ------ | ------ |
| 2021                   | Grêmio                 | A+CG                   | 0+3        | 0          | CB              | 0               | 0               | CS                 | 1                  | 0                  | -           | -           | -           | 4      | 0      |
| 2022                   | Grêmio                 | B+CG                   | 0+2        | 0          | CB              | 0               | 0               | -                  | -                  | -                  | -           | -           | -           | 2      | 0      |
| Totale Grêmio          | Totale Grêmio          | Totale Grêmio          | 0+5        | 0          |                 | 0               | 0               |                    | 1                  | 0                  |             | -           | -           | 6      | 0      |
| 2023                   | Levadia Tallinn        | ML                     | 23         | 3          | CE              | 0               | 0               | UECL               | 2                  | 0                  | -           | -           | -           | 25     | 3      |
| mar.-ago. 2024         | Levadia Tallinn        | ML                     | 17         | 1          | CE              | 4               | 0               | UECL               | 4                  | 0                  | -           | -           | -           | 25     | 1      |
| Totale Levadia Tallinn | Totale Levadia Tallinn | Totale Levadia Tallinn | 40         | 4          |                 | 4               | 0               |                    | 6                  | 0                  |             | -           | -           | 50     | 4      |
| 2024-2025              | Győri ETO              | NB1                    | 26         | 0          | CU              | 1               | 0               | -                  | -                  | -                  | -           | -           | -           | 27     | 0      |
| 2025-2026              | Maccabi Tel Aviv       | LhA                    | 0          | 0          | CI+CdL          | 0+0             | 0               | UCL+UEL            | 1+0                | 0                  | -           | -           | -           | 1      | 0      |
| Totale carriera        | Totale carriera        | Totale carriera        | 66+5       | 4+0        |                 | 5               | 0               |                    | 8                  | 0                  |             | -           | -           | 84     | 4      |